# Itoplectis evetriae
Itoplectis evetriae är en stekelart som beskrevs av Henry Lorenz Viereck 1913. Itoplectis evetriae ingår i släktet Itoplectis och familjen brokparasitsteklar. Inga underarter finns listade i Catalogue of Life.